# Wanda Chylicka
Wanda Chylicka, z d. Cywińska (ur. 4 stycznia 1911 w Krakowie, zm. 24 kwietnia 1996 w Warszawie) – polska pisarka, w II połowie lat 70. działaczka opozycji demokratycznej.

## Życiorys
Uczęszczała do Gimnazjum Heleny Rzeszotarskiej w Warszawie, w latach 1932-1936 studiowała prawo na Uniwersytecie Warszawskim (dyplom obroniła w 1949). W latach 1945–1952 mieszkała w Gdańsku, gdzie pracowała w tamtejszej rozgłośni Polskiego Radia i Zjednoczeniu Budownictwa Morskiego. W latach 1945–1947 była współzałożycielem i sekretarzem Bractwa Literackiego w Gdańsku.
Od 1952 mieszkała w Warszawie, współpracowała z pismami Dziś i Jutro (1951-1952 i 1954-1955), Kierunki (1956), Za i Przeciw, Więź (od 1959). Od 1955 była członkiem Związku Literatów Polskich.
W 1976 została członkiem Amnesty International, od 1977 uczestniczyła pracach Ruchu Obrony Praw Człowieka i Obywatela, była związana z grupą Leszka Moczulskiego, publikowała w pismach Opinia, Droga, Gazeta Polska. W 1979 jej nazwisko znalazło się wśród sygnatariuszy aktu założycielskiego Konfederacji Polski Niepodległej, jednak wkrótce potem popadła w konflikt z Moczulskim. W 1980 wydała trzy numery własnego pisma Interpelacje, w którym atakowała zarówno Moczulskiego, jak i Komitet Samoobrony Społecznej "KOR" oraz Radio Wolna Europa. Napisała również "List otwarty do Jacka Kuronia", w którym krytykowała jego osobę. Po 1981 nie angażowała się w działalność polityczną, w 1984 wstąpiła do utworzonego ponownie w 1983 ZLP (tzw. "neo-zlepu").

## Wybrane publikacje
- Splątane korzenie (1953)
- Piątym asem (1959)
- Ucieczka i powrót (1959)
- Zamilknij, Moniko (1993)